# Kanton Carnières
Kanton Carnières (francouzsky Canton de Carnières) je francouzský kanton v departementu Nord v regionu Nord-Pas-de-Calais. Tvoří ho 98 obcí.

## Obce kantonu
- Avesnes-les-Aubert
- Beauvois-en-Cambrésis
- Béthencourt
- Bévillers
- Boussières-en-Cambrésis
- Carnières
- Cattenières
- Estourmel
- Fontaine-au-Pire
- Quiévy
- Rieux-en-Cambrésis
- Saint-Aubert
- Saint-Hilaire-lez-Cambrai
- Villers-en-Cauchies
- Wambaix